# Carcen-Ponson
Carcen-Ponson là một xã trong tỉnh Landes ở Aquitaine tây nam nước Pháp

## Biến động dân số
| Năm | 1962 | 1968 | 1975 | 1982 | 1990 | 1999 | 2006 |
| --- | ---- | ---- | ---- | ---- | ---- | ---- | ---- |
| Dân số | 560  | 566  | 538  | 556  | 600  | 566  | 588  |
| From the year 1962 on: No double counting—residents of multiple communes (e.g. students and military personnel) are counted only once. |      |      |      |      |      |      |      |

1. ↑  Carcen-Ponson sur le site de l'Insee